# Lampádio (advogado)
Lampádio (em latim: Lampadius) foi um romano do século IV, ativo durante o reinado conjunto dos imperadores Graciano (r. 367–383) e Valentiniano II (r. 375–392) e Teodósio I (r. 378–395). Nada se sabe sobre ele, exceto que exerceu a profissão de advogado na corte dum prefeito pretoriano e que teria sido irmão do posteriormente cônsul Flávio Málio Teodoro. Muito provavelmente exerceu sua advocacia antes de seu irmã tornar-se prefeito pretoriano na década de 380.